# لیف اووه آندسنس
لیف اووه آندسِنس (به نروژی: Leif Ove Andsnes) (زادهٔ ۷ آوریل ۱۹۷۰) نوازندهٔ پیانو اهل نروژ است. او از سال ۱۹۸۷ تاکنون به نوازندگی اشتغال دارد.